# No More Heroes: Heroes' Paradise
No More Heroes: Heroes' Paradise (en japonés: ノーモア★ヒーローズ 英雄たちの楽, romanizado: Nō Moa Hīrōzu Eiyūtachi no Rakuen) es un juego de acción y aventuras de 2010 desarrollado por feelplus. El juego es una adaptación mejorada del videojuego de Wii de 2007 No More Heroes, desarrollado originalmente por Grasshopper Manufacture y dirigido por Goichi Suda.
El juego fue lanzado para PlayStation 3 y Xbox 360 en Japón el 15 de abril de 2010 por Marvelous Entertainment. En América del Norte y Europa, fue publicado por Konami en 2011 para PlayStation 3, con soporte para PlayStation Move y varias correcciones en el rendimiento y los gráficos del juego. Esta versión del juego fue lanzada en Japón como No More Heroes: Red Zone Edition (en japonés: ノーモア★ヒーローズ レッドゾーン・エディション, romanizado: Nō Moa Hīrōzu Reddo Zōn Edishon) el 21 de julio de 2011.
Una secuela, No More Heroes 2: Desperate Struggle, fue lanzada para Wii meses antes. No More Heroes III se anunció en el E3 2019 y se lanzó en 2021 para Nintendo Switch, y más tarde para Playstation, Xbox y Windows PC.

## Jugabilidad
En Heroes' Paradise, el personaje jugador, Travis Touchdown, viaja a pie o en su motocicleta en un mundo de vagabundeo libre matando a los diez mejores asesinos para hacer que la historia progrese. Hay numerosas misiones secundarias de trabajo a tiempo parcial para ganar dinero que se puede gastar en armas, sesiones de entrenamiento, ropa y cintas de video.
La mayoría de los ataques se realizan utilizando un esquema de control estándar, con algunos otros movimientos, incluido el "golpe mortal" y las luchas de bloqueo de espada, ejecutados siguiendo las instrucciones en pantalla. La katana de rayo también se puede actualizar y reemplazar a lo largo del juego visitando a la Dra. Naomi. Si bien la katana no sigue la posición exacta del control remoto, es capaz de distinguir entre una posición "alta" y una posición "baja", lo que varía la postura del personaje y los ataques realizados. Además de los ataques con la katana de rayo, Travis puede patear y golpear, y cuando los enemigos están aturdidos, puede lanzarlos con una serie de maniobras de lucha profesional, que anteriormente se realizaban manipulando tanto el mando de Wii como el Nunchuk. Travis tiene un modo secundario, "Dark Side", al que se accede cuando tres iconos se alinean en una máquina tragamonedas después de un golpe mortal exitoso.

### Diferencias conNo More Heroes
Ha habido varios cambios en el juego con respecto a la versión original de Wii. Las principales diferencias entre las dos iteraciones son:
- Gráficos de alta definición[1]
- Actuación de voz en inglés y japonés (solo en japonés de Heroes' Paradise).
- La adición del modo "Very Sweet", que cambia la ropa de ciertos personajes femeninos para que sea más reveladora.[4]
- Posibilidad de almacenar cargas del modo Lado Oscuro, en lugar de activarlo inmediatamente, como en el original.[4]
- Las cargas del modo Lado Oscuro sin usar que queden en las existencias del jugador al final de una Batalla de Clasificación recompensan a Travis Touchdown con dólares LB adicionales (como era el caso con las acciones de Anarchy in the Galaxy sin usar en la versión original).
- Posibilidad de teletransportarse directamente a cualquier Tarea Secundaria o Misión de Asesino una vez que el jugador haya vencido a cualquiera de ellos al menos una vez.
- Se agregó una opción de reintento a los trabajos secundarios, las misiones de asesino y las peleas libres. Sin embargo, solo aparece cuando el jugador ha fallado en cualquiera de los dos.
- Se agregaron cinco nuevos trabajos secundarios.[4]
- Se han añadido cinco nuevas misiones de asesinos.[4]
- Los jefes adicionales de No More Heroes 2: Desperate Struggle están disponibles para luchar en ciertos puntos del juego.[5]
- Los jugadores ahora pueden volver a jugar batallas contra jefes y cinemáticas.[6]
- Se ha añadido un modo "Score Attack" que permite al jugador volver a luchar contra todos los jefes del juego y competir por una puntuación alta en una tabla de clasificación en línea.[5]
- La sección norte de Santa Destroy fue bloqueada, y los coleccionables y misiones ubicados en esa área se trasladaron al resto del mapa.

### Compatibilidad con PlayStation Move
A diferencia de la versión japonesa original del juego, la versión norteamericana y europea del juego incluye soporte para PlayStation Move en el lanzamiento. Esta es la única diferencia entre las versiones de PlayStation 3 y Xbox 360 del juego. Los jugadores pueden usar el controlador PlayStation Move para recargar la katana, ya que las katanas de rayo funcionan con baterías, así como controlarla para ejecutar ataques y combos avanzados, al igual que la versión de Wii.

## Desarrollo
El 17 de noviembre de 2009, la revista Famitsū reveló que No More Heroes recibiría un port para PlayStation 3 y Xbox 360 de la compañía Feelplus.
Poco después del anuncio del juego en noviembre de 2009, el editor norteamericano y europeo del original, Ubisoft y Rising Star Games, anunciaron que no localizarían el juego. El 28 de junio de 2010, Ignition Entertainment, cuando se le preguntó si estaban publicando el juego en el extranjero, comentó que "lo estaban mirando (pero) creen que otro editor lo publicará". En la Gamescom 2010 en agosto, Konami anunció en su conferencia de prensa que sólo llevarían la versión de PlayStation 3 a Norteamérica y Europa en 2011 con soporte añadido para PlayStation Move. También se emitió un comunicado de prensa para proporcionar información adicional sobre las mejoras realizadas en la localización occidental del juego. Jeff Reubenstein anunció formalmente su lanzamiento en Norteamérica en el blog de PlayStation, revelando formalmente el soporte Move del título, así como la exclusividad de PS3.
Cuando el juego fue lanzado en Japón, la versión de PlayStation 3 del juego fue censurada, similar a su predecesora de Wii, alcanzando una calificación "D" de CERO, que es equivalente a una calificación "Maduro" de la ESRB, mientras que la versión de Xbox 360 del juego permaneció sin censura, similar al lanzamiento norteamericano de su predecesor de Wii, lo que provocó que recibiera una calificación "Z" equivalente a la calificación "Solo para adultos" de la ESRB. Sin embargo, la versión norteamericana y europea del juego para PlayStation 3 no está censurada. La edición japonesa Red Zone, que se basa en el lanzamiento internacional, tampoco está censurada y recibió una calificación "Z" de CERO.
Al hacer un pedido anticipado en Amazon, los clientes fueron recompensados con tarjetas de bonificación específicas para cada versión de consola del juego. Las cartas presentaban a los personajes femeninos del juego en poses semieróticas.

## Recepción
No More Heroes: Heroes' Paradise recibió críticas "mixtas o promedio", según el agregador de reseñas Metacritic.
IGN elogió el combate y las imágenes actualizadas, pero criticó el desgarro de la pantalla y las ralentizaciones, así como los minijuegos, calificándolos de tediosos. Destructoid dijo: "... lamentablemente, algunos de los detalles más pequeños que hicieron especial al No More Heroes original se han ido", citando la funcionalidad de los altavoces del mando de Wii, la banda sonora completa y la personalidad general como los factores que hicieron que la versión de Wii fuera superior. Eurogamer elogió la presentación exagerada del juego y la jugabilidad principal, pero criticó los problemas técnicos del port, escribiendo: "Hay desgarro de pantalla y... los diversos carteles repartidos por Santa Destroy han sido embalsamados desafiantemente en su forma pixelada original, y la fuente en pantalla cuando estás haciendo trabajos se ha arruinado irremediablemente... No More Heroes debería verse muy bien en HD, y en cierto modo lo hace, pero el aumento de la resolución también hace que algo de lo que era pasable se convierta en defectos". Game Informer elogió la presentación irónica y los controles de PlayStation Move, mientras que estaba decepcionado con su retención de todos los problemas presentes en el juego original. GamesRadar escribió positivamente sobre el gran alcance del juego, la jugabilidad única y la banda sonora mientras recorría los controles de movimiento, la compatibilidad con Sixaxis y las imágenes no mejoradas. Push Square declaró que «es una pena que no se haya puesto un poco de esfuerzo adicional en el soporte de Move, sino que Move proporciona una forma capaz y agradable de experimentar [el juego]».
Las ventas para el lanzamiento japonés de Heroes' Paradise fueron ligeramente mejores que con la versión original de Wii. Las versiones para PlayStation 3 y Xbox 360 vendieron 16.000 y 15.000 unidades respectivamente en su primera semana a la venta en el país.